# Sultan Kösen
Sultan Kösen (* 10. prosinca 1982. u Mardinu, Turska) je prema Guinness Records najviši čovjek na svijetu.
25. kolovoza 2009. izmjerena mu je dužina tijela od 246,5 cm. Sultan Kosen također drži rekord za najveće ljudske ruke svijeta. Dužina njegove ruke od ručnog zgloba do vrha srednjeg prsta iznosi 28 cm. Broj cipela mu je 60, što odgovara duljini od 37 cm. Pretekao je bivšeg rekordera Baoa Xishuna, koji mjeri 2,37 metara.

## Vanjske poveznce
- The Tallest Man: Sultan Kosen  Arhivirana inačica izvorne stranice od 23. rujna 2009. (Wayback Machine)
- Dünyanın en uzun insanı bir Türk - NTV
- Guinnessova knjiga  Arhivirana inačica izvorne stranice od 4. ožujka 2016. (Wayback Machine)
- Sultan Kösen bei The tallest man.com (Engl. Text  Arhivirana inačica izvorne stranice od 23. rujna 2009. (Wayback Machine)
- O Sultanovim cipelama  Arhivirana inačica izvorne stranice od 28. svibnja 2010. (Wayback Machine)